# Clematis peruviana
Clematis peruviana är en ranunkelväxtart som beskrevs av Dc.. Clematis peruviana ingår i släktet klematisar, och familjen ranunkelväxter. Inga underarter finns listade i Catalogue of Life.